# Милёшина, Агриппина Михайловна

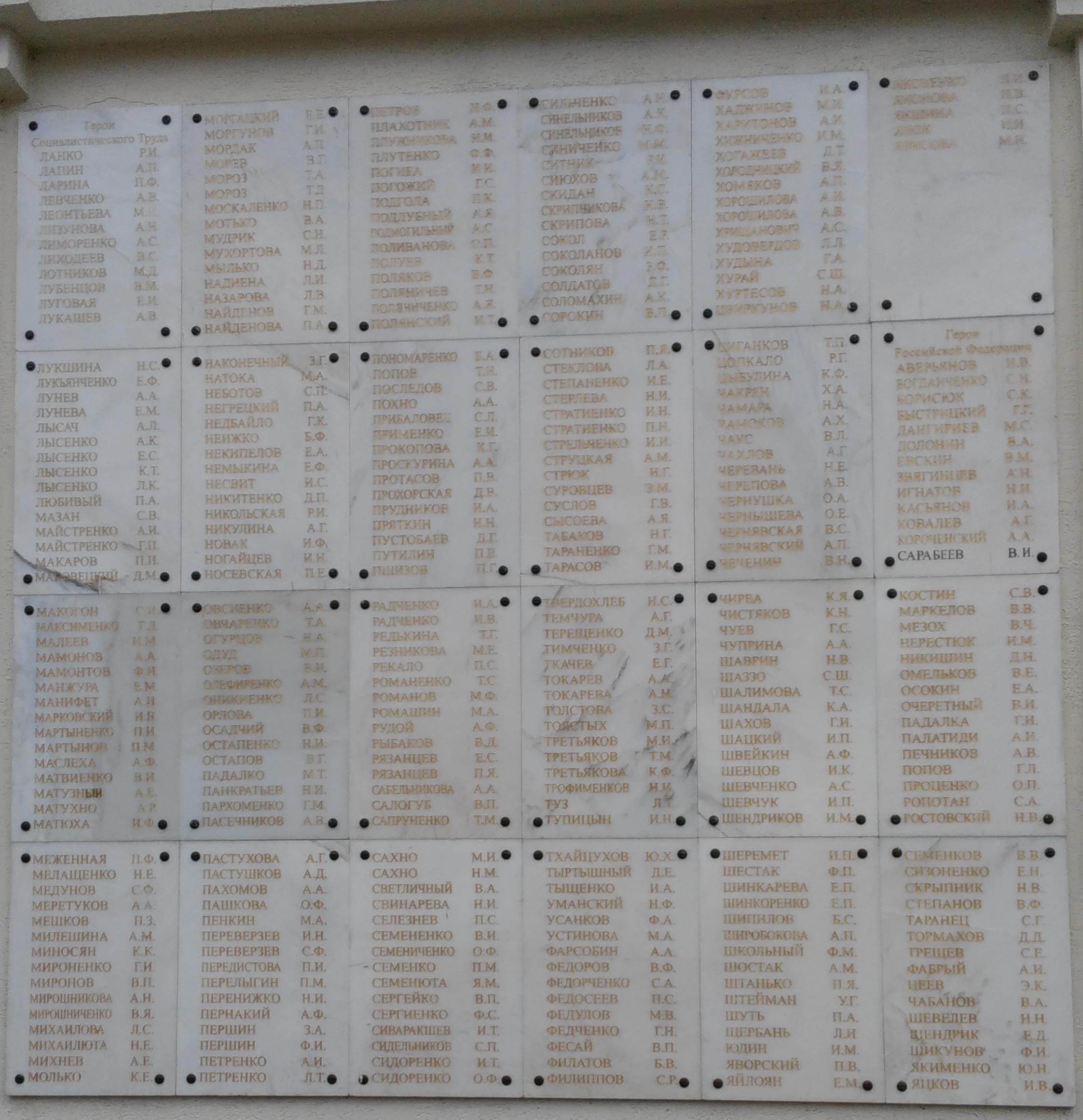
Мемориальная доска с именами Героев Социалистического Труда Кубани и Адыгеи. Краснодар

Агриппина Михайловна Милёшина (август 1907— 15 ноября 1971) — звеньевая зернового совхоза «Приазовский» Министерства совхозов СССР, Приморско-Ахтарский район Краснодарского края. Герой Социалистического Труда (11.05.1949).

## Биография
Родилась в августе 1907 года в станице Приморско-Ахтарской Темрюкского отдела Кубанской области, ныне город Приморско-Ахтарск Краснодарского края, в семье крестьянина. Русская.
Работала в полеводческой бригаде местного зерносовхоза «Приазовский», затем – звеньевой по выращиванию зерновых. По итогам работы 1948 году её звено получило урожай пшеницы 33,3 центнера с гектара на площади 31,5 гектара. 
Указом Президиума Верховного Совета СССР от 11 мая 1949 года за получение высоких урожаев пшеницы в 1948 году Милешеной Агрипине Михайловне присвоено звание Героя Социалистического Труда с вручением ордена Ленина и золотой медали «Серп и Молот». 
Этим указом за получение высоких урожаев пшеницы сразу 6 труженикам совхоза были присвоены звания «Героя Социалистического Труда»: Букваревой М. А., Применко Е. И., Худоверову Л. Л., Милёшиной Н. М., Чуприной А. А., Колодий И. П..
Позже работала свинаркой, затем в полеводческой бригаде по выращиванию хлопка в совхозе «Приазовский» до выхода на пенсию в 1964 году.
Избиралась депутатом Приморско-Ахтарского поселкового Совета депутатов трудящихся.
Проживала в родной станице, с 1949 года – в посёлке Приморский Приморско-Ахтарского района. Умерла 15 ноября 1971 года..

## Награды
- Медаль «Серп и Молот» (11.05.1949);
- Орден Ленина (11.05.1949).
- Медаль «В ознаменование 100-летия со дня рождения Владимира Ильича Ленина» (6 апреля 1970)
- Медаль «За доблестный труд в Великой Отечественной войне 1941—1945 гг.»
- и другими
- Отмечена грамотами и дипломами.

## Память
- Имя Героя золотыми буквами вписано на мемориальной доске в Краснодаре.
- В посёлке Ахтарский, Приморско-Ахтарский район, Краснодарский край есть улица Агриппины Милёшиной[5].